# David Bale
David Charles Howard Bale (2. september 1941 – 30. december 2003) var en sydafrikansk-født entreprenør og dyrerettigheds-aktivist.
Bale voksede op i England, Egypten og Kanaløerne. Han arbejdede som transportpilot og ejede senere sit eget rejseselskab med fokus på korte rejseafstande i England. Hans business aktiviteter inkluderede marketing, med henblik på importering af jeans og skateboards.
Bale var aktivist for miljøet og for dyrerettigheder. Han var fast medlem i The Dian Fossey Gorilla Fund og Ark Trust, som i 2002 blev til Hollywood-udgaven af Humane Society of the United States. Han var også fast medlem i World Education, Inc. Arkiveret 8. november 2020 hos  Wayback Machine, en international non-profit organisation, kendt for dens arbejde inden for udviklingen af uddannelsesmuligheder, lokaliseret i Boston, Massachusetts.

## Privat
Bale har været gift tre gange. Hans første ægteskab i Sydafrika var med Sandra Bale, som han fik en datter, Erin, med. Det endte i skilsmisse, og det samme gjorde hans ægteskab i England med Jenny Bale også. Han fik med Jenny 3 børn; Louise, Sharon og Christian Bale, som senere blev en velkendt skuespiller.
Den 3. september 2000 giftede Bale sig med den feministiske forfatter Gloria Steinem ved en lukket ceremoni i Oklahoma. På samme tidspunkt som ægteskabet blev indgået, havde Bale haft udsigt til hjemsendelse efter at hans visum var blevet overskredet. Både Steinem og Bale har dog siden benægtet, at Bales immigrations status var motivation til brylluppet.
Steinem havde tidligere været kritisk overfor ægteskab, og udtalt at: "ægteskab var sådan slaveri blev opfundet i dette land". Hun har senere forklaret sin ændrede holdning over for ægteskab med: "Jeg har ikke ændret noget. Ægteskab har ændret sig. Vi har i USA brugt 30 år på at ændre ægteskabslovene. Hvis jeg var blevet gift, da jeg skulle, ville jeg have mistet mit navn, mit lovlige ophold, min kreditvurdering og mange af mine borgerlige rettigheder. Sådan er det ikke mere. Det er nu muligt at få et ligeværdigt ægteskab."
Bale og Steinem forblev gift indtil Bale døde af en lymfeknude i hjernen den 30. december 2003 i en alder af 62 år.